# Razia Barakzai
Razia Barakzai, née en 1995, est une militante afghane pour les droits des femmes. Elle est nommée dans la liste des 100 femmes de la BBC en 2021 pour son travail dans le cadre de l'organisation des premières manifestations de femmes contre les talibans en août 2021, à la suite de leur prise de contrôle de l’Afghanistan le même mois,.

## Biographie

### Jeunesse et éducation
Razia Barakzai naît en 1995 dans la province de Farah. Elle était la seule enfant de ses parents pachtounes,. Sa mère est femme au foyer, tandis que son père est commandant au sein des forces de sécurité afghanes. Elle fréquente l'Université d'Herat (en), où elle étudie les sciences politiques, puis elle obtient sa maîtrise à l'Université de Kaboul.

### Carrière
À la fin des années 2010, Razia Barakzai est la seule à subvenir aux besoins de sa famille. Elle travaille à la fois comme professeur d'université à Kaboul, ainsi que pour la Commission électorale indépendante d'Afghanistan au palais présidentiel. Au cours de son mandat à la commission, cinq de ses projets suggérés sont approuvés, notamment des propositions de parcs de la paix dans les provinces d'Hérat et de Nangarhar, et la création de systèmes en ligne avec lesquels les utilisateurs peuvent soumettre des plaintes et des pétitions au gouvernement. Son dernier jour de travail au palais présidentiel est le 15 août 2021, date à laquelle tous les travailleurs sont priés de partir pour leur propre sécurité, les talibans reprendront le bâtiment plus tard dans la journée.

### Activisme
Le 16 août 2021, après la prise de contrôle de l'Afghanistan par les talibans, Razia Barakzai et deux autres femmes mènent les premières manifestations de femmes contre le nouveau gouvernement sur la place Zanbaq, près du palais présidentiel,. Dans la foulée, elle est arrêtée et battue. Sur internet, Razia Barakzai lance le hashtag #AfghanWomenExist avec lequel elle souhaite organiser des manifestations. Elle continue à participer aux manifestations en septembre 2021, en réponse à des déclarations suggérant que les femmes ne pourraient pas occuper des postes dans le nouveau gouvernement. Au cours de ces manifestations, elle déclare avoir été frappée à la tête par les forces talibanes et que des gaz lacrymogènes et du gaz poivre avaient été utilisés contre les manifestants.
Razzia Barakzai et d’autres personnalités d'internet proclament le 10 octobre 2021 "Journée mondiale de solidarité avec les femmes afghanes". En décembre 2021, elle participe à des manifestations concernant le droit des femmes au travail et aux études, ainsi que pour la nécessité d'une aide financière.
Fin 2021, Razzia Barakzai fuit l’Afghanistan en raison des menaces de mort proférées contre elle par les talibans,. Elle se rend d'abord à Machhad, en Iran, mais déménage après avoir réalisé qu'elle est toujours surveillée. Continuant à recevoir des menaces de mort, elle continue à changer de lieu.
Début novembre 2022, elle contribue à l’organisation d’une campagne de rédaction de lettres adressée au Conseil de sécurité des Nations unies, exhortant l’organisme à prendre des mesures pour aider les femmes afghanes. Elle critique la vice-secrétaire générale de l'ONU, Amina Mohammed, et l'envoyée spéciale des États-Unis pour les femmes, les filles et les droits humains afghans, Rina Amiri (en), pour avoir rencontré des responsables talibans ou suggéré que les talibans pourraient être validés en tant que gouvernement légitime de l'Afghanistan.
En juillet 2023, Razzia Barakzai vit au Pakistan avec des proches. Elle maintient des contacts avec des militants en Afghanistan et continue à dénoncer les politiques des talibans, comme la fermeture des salons de beauté pour femmes.